# 353682 Maberry
353682 Maberry este o planetă minoră (asteroid) din centura de asteroizi. A fost descoperită pe 11 iunie 2011 la Haleakalā Observatory⁠(d) de . 
Obiectul prezintă o orbită caracterizată de o semiaxă mare de 2,760040173971 UAi, o excentricitate de 0,16178516390352, o înclinație de 7,9775217046345 ° în raport cu ecliptica.